# Coppa del Mondo di salto con gli sci 1982
La Coppa del Mondo di salto con gli sci 1982, terza edizione della manifestazione organizzata dalla Federazione Internazionale Sci, ebbe inizio il 20 dicembre 1981 a Cortina d'Ampezzo, in Italia e si concluse il 28 marzo 1981 a Planica, in Jugoslavia. Furono disputate 22 delle 24 gare previste, tutte maschili, in 15 differenti località: 9 su trampolino normale (una in più rispetto al programma originario poiché una prova dal trampolino lungo fu sostituita da una su trampolino normale), 11 su trampolino lungo e 3 su trampolino per il volo. Nel corso della stagione si tennero a Oslo i Campionati mondiali di sci nordico 1982, le cui gare individuali furono ritenute valide anche ai fini della Coppa del Mondo, il cui calendario non contemplò dunque interruzioni.
L'austriaco Armin Kogler si aggiudicò la coppa di cristallo, il trofeo assegnato al vincitore della classifica generale, mentre il tedesco orientale Manfred Deckert vinse il Torneo dei quattro trampolini, le cui prove erano valide anche ai fini della classifica di Coppa. Non vennero stilate classifiche di specialità; Kogler era il detentore uscente della Coppa generale, Hubert Neuper del Torneo.

## Risultati
| Data                                    | Località               | Nazione        | Trampolino                | Spec. | Primo                        | Secondo         | Terzo            |
| --------------------------------------- | ---------------------- | -------------- | ------------------------- | ----- | ---------------------------- | --------------- | ---------------- |
| 20 dicembre 1981                        | Cortina d'Ampezzo      | Italia         | Italia K92                | NH    | Roger Ruud                   | Johan Sætre     | Masahiro Akimoto |
| Torneo dei quattro trampolini           |                        |                |                           |       |                              |                 |                  |
| 30 dicembre 1981                        | Oberstdorf             | Germania Ovest | Schattenberg K115         | LH    | Matti Nykänen                | Manfred Deckert | Thomas Prosser   |
| 1º gennaio 1982                         | Garmisch-Partenkirchen | Germania Ovest | Große Olympiaschanze K107 | LH    | Roger Ruud                   | Manfred Deckert | Andreas Bauer    |
| 3 gennaio 1982                          | Innsbruck              | Austria        | Bergisel K106             | LH    | Per Bergerud Manfred Deckert |                 | Roger Ruud       |
| 6 gennaio 1982                          | Bischofshofen          | Austria        | Paul Ausserleitner K106   | LH    | Hubert Neuper                | Halvor Asphol   | Armin Kogler     |
| 9 gennaio 1982                          | Saint-Nizier           | Francia        | Dauphine K112             | LH    | annullata                    | annullata       | annullata        |
| 10 gennaio 1982                         | Saint-Nizier           | Francia        | Dauphine K112             | LH    | annullata                    | annullata       | annullata        |
| 15 gennaio 1982                         | Sapporo                | Giappone       | Miyanomori K86            | NH    | Horst Bulau                  | Per Bergerud    | Masahiro Akimoto |
| 17 gennaio 1982                         | Sapporo                | Giappone       | Ōkurayama K110            | LH    | Armin Kogler                 | Horst Bulau     | Matthias Buse    |
| 23 gennaio 1982                         | Thunder Bay            | Canada         | Big Thunder K89           | NH    | Horst Bulau                  | Massimo Rigoni  | Ernst Vettori    |
| 24 gennaio 1982                         | Thunder Bay            | Canada         | Big Thunder K120          | LH    | Horst Bulau                  | Massimo Rigoni  | Hubert Neuper    |
| 27 gennaio 1982                         | Sankt Moritz           | Svizzera       | Olympiaschanze K96        | NH    | Armin Kogler                 | Josef Samek     | Hansjörg Sumi    |
| 31 gennaio 1982                         | Engelberg              | Svizzera       | Gross-Titlis-Schanze K116 | NH    | Klaus Ostwald                | Massimo Rigoni  | Armin Kogler     |
| Campionati mondiali di sci nordico 1982 |                        |                |                           |       |                              |                 |                  |
| 21 febbraio 1982                        | Oslo                   | Norvegia       | Midtstubakken K85         | NH    | Armin Kogler                 | Jari Puikkonen  | Ole Bremseth     |
| 28 febbraio 1982                        | Oslo                   | Norvegia       | Holmenkollen K105         | LH    | Matti Nykänen                | Olav Hansson    | Armin Kogler     |
| 4 marzo 1982                            | Lahti                  | Finlandia      | Salpausselkä K88          | NH    | Ole Bremseth                 | Pentti Kokkonen | Horst Bulau      |
| 7 marzo 1982                            | Lahti                  | Finlandia      | Salpausselkä K88          | NH    | Ole Bremseth                 | Matti Nykänen   | Alfred Groyer    |
| 12 marzo 1982                           | Tauplitz               | Austria        | Kulm K165                 | FH    | Matti Nykänen                | Hubert Neuper   | Andreas Felder   |
| 13 marzo 1982                           | Tauplitz               | Austria        | Kulm K165                 | FH    | Hubert Neuper                | Matti Nykänen   | Ole Bremseth     |
| 14 marzo 1982                           | Tauplitz               | Austria        | Kulm K165                 | FH    | Hubert Neuper                | Ole Bremseth    | Armin Kogler     |
| 19 marzo 1982                           | Štrbské Pleso          | Cecoslovacchia | MS 1970 K110              | LH    | Ole Bremseth                 | Piotr Fijas     | Jeff Hastings    |
| 20 marzo 1982                           | Štrbské Pleso          | Cecoslovacchia | MS 1970 K88               | NH    | Ole Bremseth                 | Olav Hansson    | Johan Sætre      |
| 27 marzo 1982                           | Planica                | Jugoslavia     | Srednija K92              | NH    | Ole Bremseth                 | Per Bergerud    | Massimo Rigoni   |
| 28 marzo 1982                           | Planica                | Jugoslavia     | Bloudkova velikanka K122  | LH    | Ole Bremseth                 | Hubert Neuper   | Massimo Rigoni   |

Legenda:

NH = trampolino normale

LH = trampolino lungo

FH = volo con gli sci

## Classifiche

### Generale
| Pos. | Nome           | Nazione        | Punti |
| ---- | -------------- | -------------- | ----- |
| 1    | Armin Kogler   | Austria        | 149   |
| 2    | Hubert Neuper  | Austria        | 174   |
| 3    | Horst Bulau    | Canada         | 150   |
| 4    | Matti Nykänen  | Finlandia      | 138   |
| 5    | Ole Bremseth   | Norvegia       | 136   |
| 6    | Per Bergerud   | Norvegia       | 129   |
| 7    | Massimo Rigoni | Italia         | 125   |
| 8    | Roger Ruud     | Norvegia       | 112   |
| 9    | Johan Sætre    | Norvegia       | 100   |
| 10   | Andreas Bauer  | Germania Ovest | 85    |

### Torneo dei quattro trampolini
| Pos. | Nome              | Nazione        | Punti |
| ---- | ----------------- | -------------- | ----- |
| 1    | Manfred Deckert   | Germania Est   | 951   |
| 2    | Roger Ruud        | Norvegia       | 915   |
| 3    | Per Bergerud      | Norvegia       | 908   |
| 4    | Christoph Schwarz | Germania Ovest | 904   |
| 5    | Halvor Asphol     | Norvegia       | 898   |
|      | Hubert Neuper     | Austria        | 898   |

### Nazioni
| Pos. | Nazione        | Punti |
| ---- | -------------- | ----- |
| 1    | Austria        | 803   |
| 2    | Norvegia       | 776   |
| 3    | Finlandia      | 301   |
| 4    | Germania Ovest | 234   |
| 5    | Germania Est   | 216   |